# نيلسون موراليس
نيلسون موراليس (بالإسبانية: Nelson Morales)‏ (20 سبتمبر 1976 في غواتيمالا - ) هو لاعب كرة قدم غواتيمالي في مركز الدفاع. شارك مع منتخب غواتيمالا لكرة القدم. أما مع النوادي، فقد لعب مع نادي جالابا ‏ وديبورتيفو بيتابا وكوبان إمبيريال.

## وصلات خارجية
- نيلسون موراليس على موقع الاتحاد الدولي (مؤرشف)  (الإنجليزية)
- نيلسون موراليس على موقع قاعدة بيانات كرة القدم.إي يو (الإنجليزية)
- نيلسون موراليس على موقع ناشيونال فوتبول تيمز (الإنجليزية)